# Macrocyclops monticola
Macrocyclops monticola – gatunek widłonoga z rodziny Cyclopidae. Nazwa naukowa tych skorupiaków została opublikowana w 1994 roku przez japońskiego biologa Teruo Ishidę.